# Beach (Dakota del Nord)
Beach è un centro abitato (city) degli Stati Uniti d'America, capoluogo della Contea di Golden Valley, nello Stato del Dakota del Nord. Nel censimento del 2000 la popolazione era di 1 116 abitanti. La città è stata fondata nel 1909.

## Storia
Beach prende il suo nome da Warren C. Beach, soldato dell'undicesimo reggimento di fanteria dell'U.S. Army, allora comandante di una spedizione per l'esplorazione della regione.

## Geografia fisica
Secondo i rilevamenti dell'United States Census Bureau, la località di Beach si estende su una superficie di 4,7 km², tutti occupati da terre. Si trova a ridosso della frontiera con il Montana.

## Popolazione
Secondo il censimento del 2000, a Beach vivevano 1 116 persone, ed erano presenti 292 gruppi familiari. La densità di popolazione era di 236 ab./km². Nel territorio comunale si trovavano 570 unità edificate. Per quanto riguarda la composizione etnica degli abitanti, il 98,66% era bianco, lo 0,18% era nativo e lo 0,18% proveniva dall'Asia. Lo 0,54% apparteneva ad altre razze, mentre lo 0,45% apparteneva a due o più razze. La popolazione di ogni razza ispanica corrispondeva allo 0,99% degli abitanti.
Per quanto riguarda la suddivisione della popolazione in fasce d'età, il 25,4% era al di sotto dei 18, il 5,4% fra i 18 e i 24, il 22,0% fra i 25 e i 44, il 21,6% fra i 45 e i 64, mentre infine il 25,6% era al di sopra dei 65 anni di età. L'età media della popolazione era di 43 anni. Per ogni 100 donne residenti vivevano 80,6 maschi.